# Ascholding

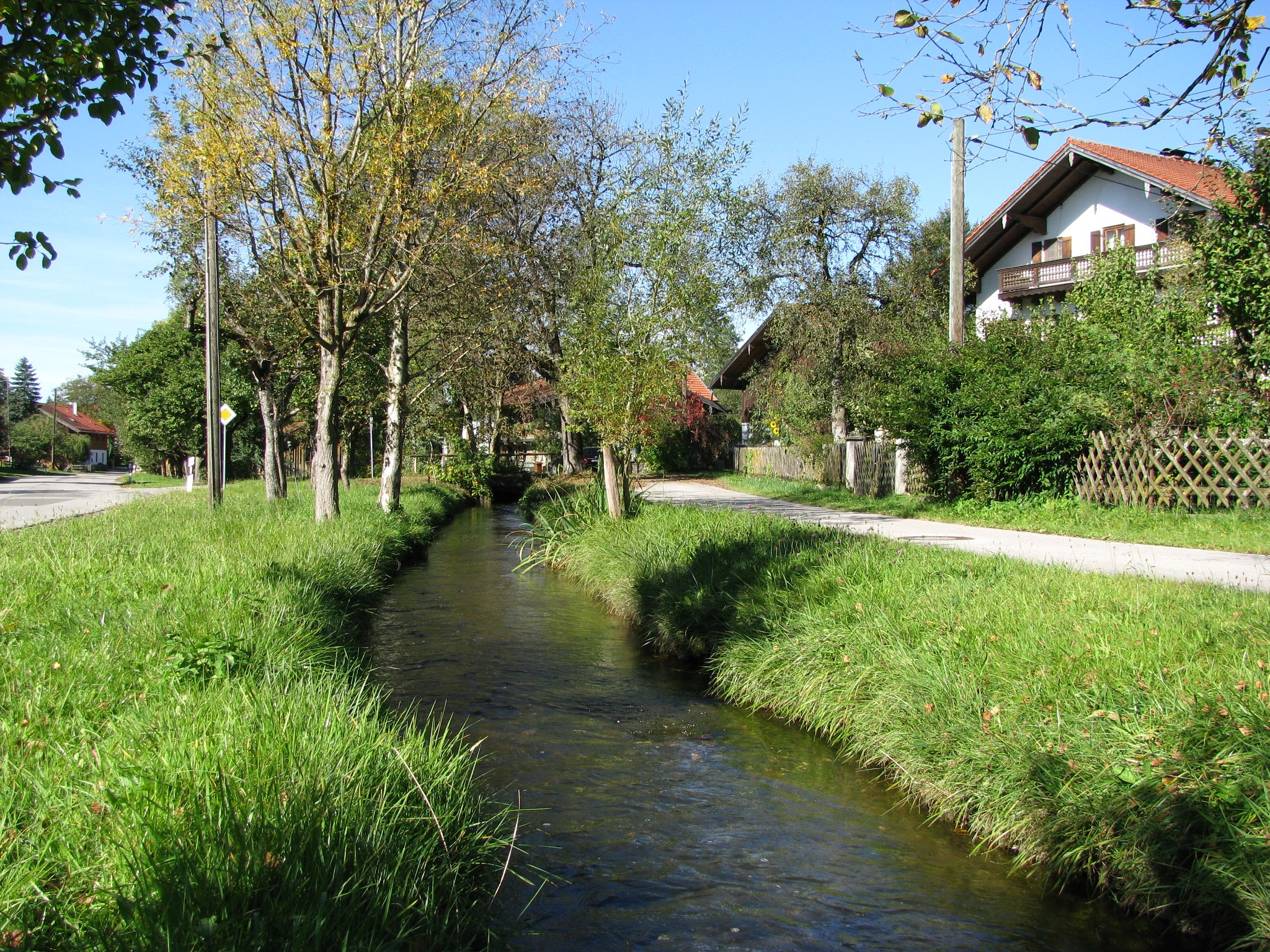
Der Dorfbach in Ascholding

Ascholding ist ein Ortsteil der Gemeinde Dietramszell in Oberbayern. Das Dorf besitzt eine im Landkreis Bad Tölz-Wolfratshausen einzigartige Form: Das Ortsbild dieses so genannten Bachzeilendorfs, einer Sonderform des Straßendorfs, wird geprägt durch die beiderseitig des Dorfbaches angeordneten, überwiegend alten und gebietstypischen Bauernhäuser. Daher steht der gesamte Ortskern als Gebäudeensemble unter Denkmalschutz.

## Geografie
Der Ort liegt in der voralpenländischen Moränenlandschaft etwa acht Kilometer nordwestlich von Dietramszell und sechs Kilometer von Wolfratshausen entfernt. Durch Ascholding fließt in Ost-West-Richtung der Mooshamer Weiherbach (Ascholdinger Bach), der am nordwestlichen Ortsrand in den von Norden kommenden Moosbach einmündet. Dieser mündet kurz darauf in die Isar, die etwa einen Kilometer westlich an Ascholding vorbeifließt. Die 81 Hektar große Ascholdinger Au und die benachbarte Pupplinger Au bilden zusammen einen Teil des Naturschutzgebietes Isarauen zwischen Schäftlarn und Bad Tölz.

Schloss Ascholding, Kupferstich von Michael Wening, ca. 1680

## Geschichte
Urkundlich wird Ascholding erstmals in einer Freisinger Urkunde aus dem Jahr 804 als Ascuuendingas erwähnt. Es liegt der Personenname Ascouind mit -ing-Suffix zugrunde (‚Siedlung des Ascouind‘).
Seit der Gemeindegebietsreform, die am 1. Juli 1972 in Kraft trat, ist Ascholding nicht mehr selbständig, sondern ein Teil von Dietramszell.
Ende der 2010er Jahre begann man ein neues Gewerbegebiet im Nordosten an der Straße Richtung Egling auszubauen in welchem auch ein neuer großer Edekamarkt sowie eine Apotheke und ein Kindergarten unterkommen.

## Schwimmbad
In Ascholding befindet sich das Schwimmbad der Gemeinde Dietramszell. Das aus den 1970er Jahren stammende Hallenbad war zuletzt von der Schließung bedroht, weil Sanierungsbedarf bestand und es trotz guter Auslastung nicht kostendeckend arbeitete. Der Gemeinderat beschloss im Sommer 2010, den Betrieb bis auf Weiteres aufrechtzuerhalten.

## Sehenswürdigkeiten

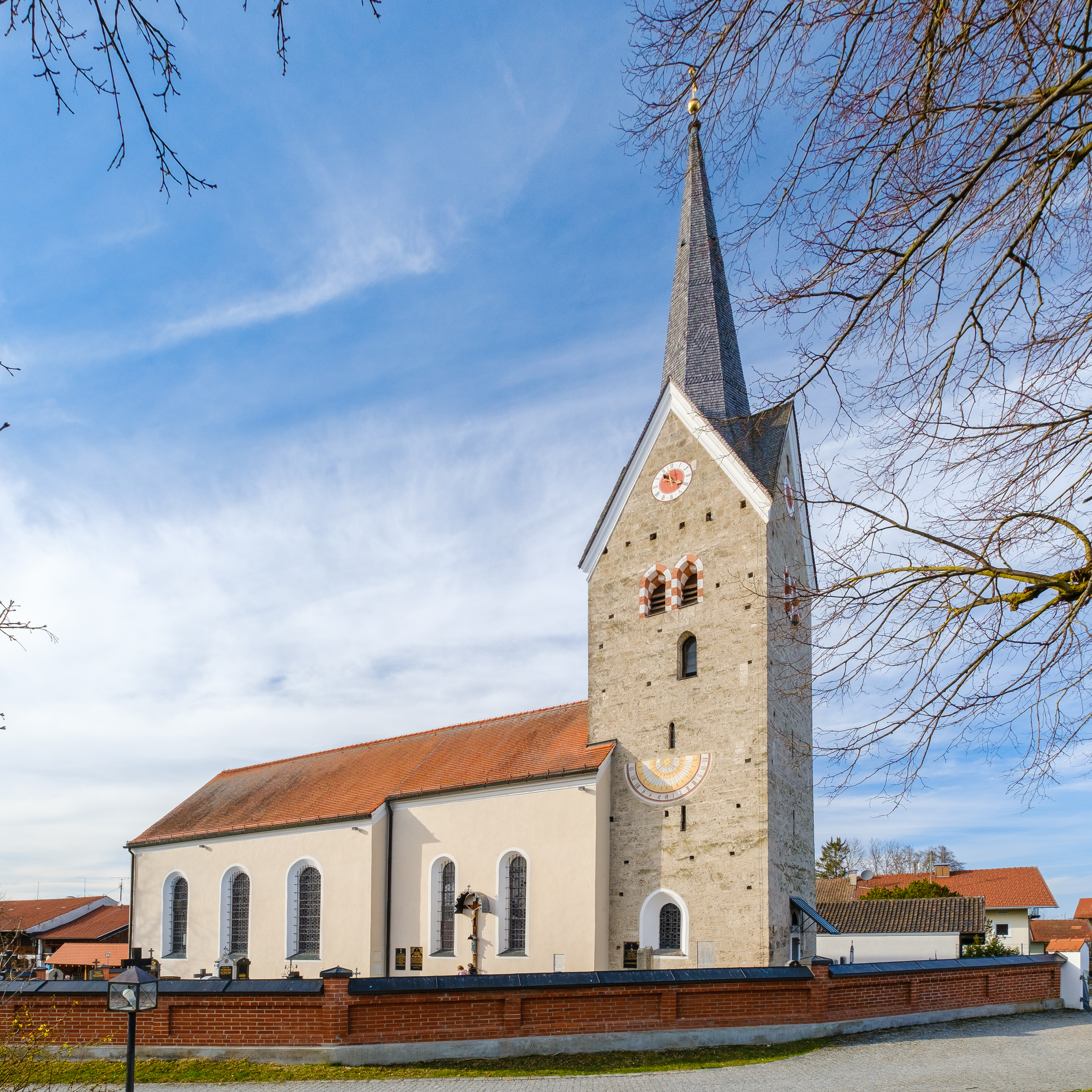
Kirche St. Leonhard

Trotz der Nähe zu Wolfratshausen mit dem S-Bahn-Anschluss nach München konnte das Dorf seinen ländlichen Charakter weitestgehend erhalten.
Das Schloss Ascholding wurde erstmals 1170 erwähnt und war einst von einem Wassergraben umgeben. In den Jahren 1580 und 1811 wurde es zu einer zweiflügeligen Anlage ausgebaut.
Sehenswert ist die Pfarrkirche St. Leonhard. Der Chorturm stammt aus der 1. Hälfte des 15. Jahrhunderts, das Langhaus wurde 1669 bis 1670 errichtet.
Auf der Flur von Ascholding steht die Ende des 16. oder Anfang des 17. Jahrhunderts erbaute Kapelle St. Georg, auch Schimmelkapelle genannt. Sie befindet sich etwa einen Kilometer südlich des Ortes auf einer Anhöhe. Dieser Hügel hat den Namen Georgibichl oder Birnberg, kurz Birn, was im ortsüblichen Dialekt Bian ausgesprochen wird. Pirn ist ein keltisches Wort und bedeutet Hügel. Um diesen Ort ranken sich mehrere Sagen. Neben dem keltischen Element, gibt es auch Theorien über einen Wotansstein auf dessen zersplitterten Resten die Schimmelkapelle erbaut worden sein soll. Einen felsigen Bestandteil kann man tatsächlich in den Grundmauern der Kapelle sehen. Ebenso gibt es Gerüchte über einen Geheimgang der bis zum Schloss führen soll.
Nördlich von Ascholding schließt sich eine Moorlandschaft an, welche früher dem Torfabbau diente. Dort gibt es aktuell Renaturierungsmaßnahmen, um die Flurschäden wieder zu beheben. Zudem gibt es einige überflutete ehemalige Torfabbaufelder mit sehenswerten versinkenden Bäumen.

## Veranstaltungen
Jährlich findet am Ostermontag ein Georgiritt zur Kapelle St. Georg statt.
In den Jahren 2012, 2013, 2015 und 2017 wurde in einem nahe gelegenen Maisfeld eine Maisfeldparty gefeiert. Mit mehr als 3000 Besuchern ist es eine der bekanntesten Partys im Oberland. 2017 waren Maxtreme (DJ) und Tobe (DJ) vertreten. Im Jahr 2019 knackte das Event erstmals die Besuchergrenze von 4.000 Partygästen, die auf der legendären Party mit Weißbier-Alm, Bierpong-Zelt, Shotbar und Hauptbühne im Maisfeld feierten. DJs waren dabei Tobe (DJ) und Nello (DJ).

## Persönlichkeiten
- Richard Sexau (1882–1962), Schriftsteller, Diplomat und Historiker, bewohnte das mehrere Jahre in seinem Eigentum stehende Schloss Ascholding
- Michael Well (* 10. Oktober 1958 in Günzlhofen), Mitglied der Biermösl Blosn und der Well Buam, heute wohnhaft in Ascholding